# Felipe Guamán Poma de Ayala

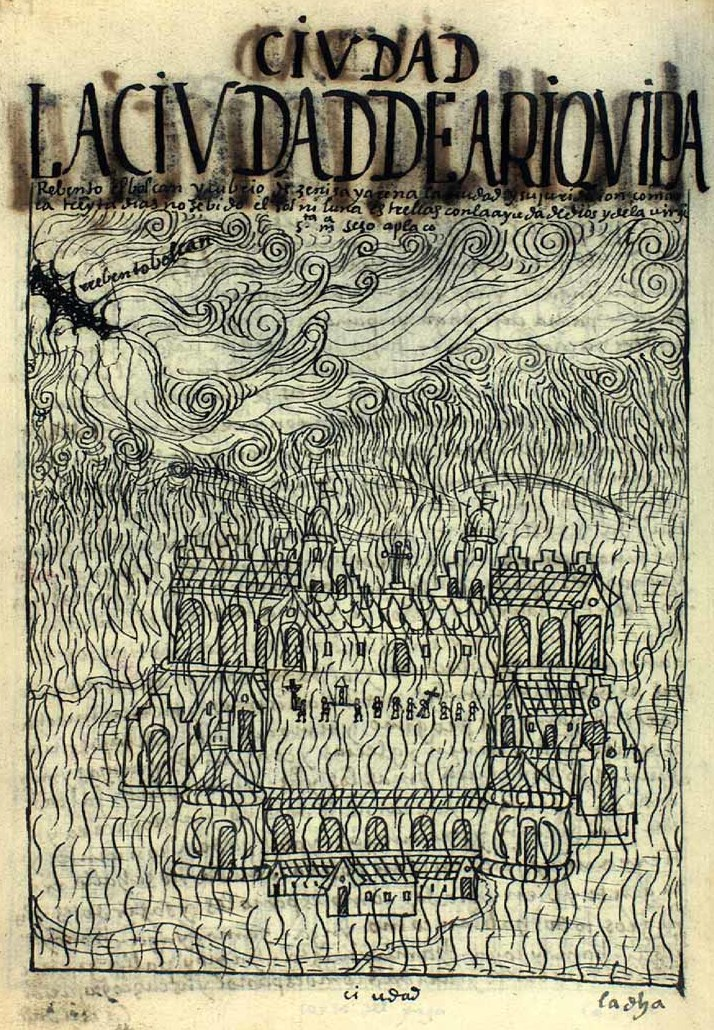
Cendra volcànica caient sobre Arequipa després de l'erupció del Huaynaputina

Felipe Guamán Poma d'Ayala (Sant Cristóbal de Suntuntu, ara conegut com a Vall de Sondondo, Ayacucho, 1534 – Lima, 1615) fou un cronista indígena d'ascendència inca de l'època del Virregnat del Perú.
Guamán Poma va recórrer durant anys tot el virregnat i escrigué Primera nova crònica i bon govern, una de les obres més originals de la historiografia mundial. En aquesta, de 1.180 pàgines i 397 làmines dibuixades, que presumptament va acabar d'escriure el 1615, mostra la visió indígena del món andí i permet reconstruir amb molt de detall aspectes de la societat peruana després de la invasió i conquesta espanyola, alhora que il·lustra sobre la història i genealogia dels inques amb textos en l'espanyol del segle xvi i en quítxua clàssic. L'obra tenia com a destinatari Felip III i fou enviada a Castella; tanmateix, es va extraviar pel camí. Actualment es conserva a la Biblioteca Reial Danesa i és possible consultar-la en línia.

## Biografia
Felipe Guamán Poma d'Ayala degué nàixer a Sant Cristóbal de Suntuntu o a Sondondo, en el districte de Cabana, a la Província de Lucanas de l'actual Ayacucho, l'any 1534. Segons altres versions, Guamán Poma seria originari de Huánuco, ja que ell mateix afirma en els seus escrits ser descendent d'una noble família yarowilca, originària d'aquesta àrea.
Els seus cognoms, Guamán Poma, provenen del quítxua waman i puma, 'falcó' i 'puma', noms totèmics associats als déus tutelars de la terra i del cel. El seu primer cognom, segons el peruà Carlos Araníbar, s'hauria d'escriure com a paraula greu, això és, «Felipe Guaman Ayala». Devia ser fill de Martín Guaman Mallqui i Juana Chuquitanta (anomenada Cusi Ocllo), noble descendent de Túpac Yupanqui. Va créixer amb espanyols, i és per això que ell es considerava d'origen hispà. El van desterrar dues vegades, una pel corregidor de Huamanga (Ayacucho) l'any 1600 i una altra pel corregidor de la província de Lucanas cap al 1606 (segons altres fonts el 1608).
Gràcies a uns documents del segle xvi, se sap que Guamán Poma va servir com a traductor del quítxua per a funcionaris espanyols colonials durant la dècada dels 1560-70, entre els quals hi havia l'oïdor Alberto de Acuña, conegut com l'«advocat general dels indis» i nomenat pel virrei García Hurtado de Mendoza el 1589; també va servir de traductor a l'oïdor Pedro Arteaga Mendiola en la visita a les mines de Huancavelica el 1588. Estigué al servei de Joan Pérez de Gamboa, corregidor de Huancavelica i després visitador de les terres del Cusco, Huamanga, Huancavelica, Vilcabamba, Castrovirreina i Xauxa el 1587.
Una ratificació documental indica que Guamán Poma treballà per a l'oïdor de l'Audiència de Lima, el Dr. Alberto de Acuña, ja que d'un memorial que va enviar aquest al rei espanyol el 1598, coincideix en alguns punts dels seus recursos amb les queixes que escrigué el cronista d'Ayacucho; altres vegades hi ha contradicció entre les visions del Guamán Poma i l'oïdor de Acuña. Val a dir que totes dues persones coneixien els seus plantejaments i propostes per a abordar els afers en favor dels autòctons. A més a més, per mitjà d'Acuña, el cronista Guamán Poma s'hauria documentat d'afers interns de l'administració colonial espanyola: per exemple, de les residències dels virreis Francisco de Toledo i García Hurtado de Mendoza i les visites efectuades a les mines i població nadiua en l'època toledana i el 1585. Guamán Poma hauria treballat com a traductor de l'Audiència de Lima amb els noms de «Lorenzo Ancha Chumbi» o «Phelipe Lorenzo Guamanchumbi».
Guamán Poma va aparéixer en una sèrie de demandes de finals de la dècada dels 1590, en què tractà de recuperar el títol polític i de terratinent a la Vall de Chupas que ell creia seu per dret familiar. Aquests judicis van resultar desastrosos per a ell: no sols va perdre, sinó que al 1600 li llevaren tots els béns i obligaren a exiliar-se a les ciutats que havia governat una vegada com un noble. Va participar en l'apaivagament del moviment politicoreligiós del "mwXQ" Taki unquy, al costat del rector Cristóbal de Albornoz, possiblement amb actitud antiindigenista per a guanyar algun benefici de les mans espanyoles.

## Cròniques

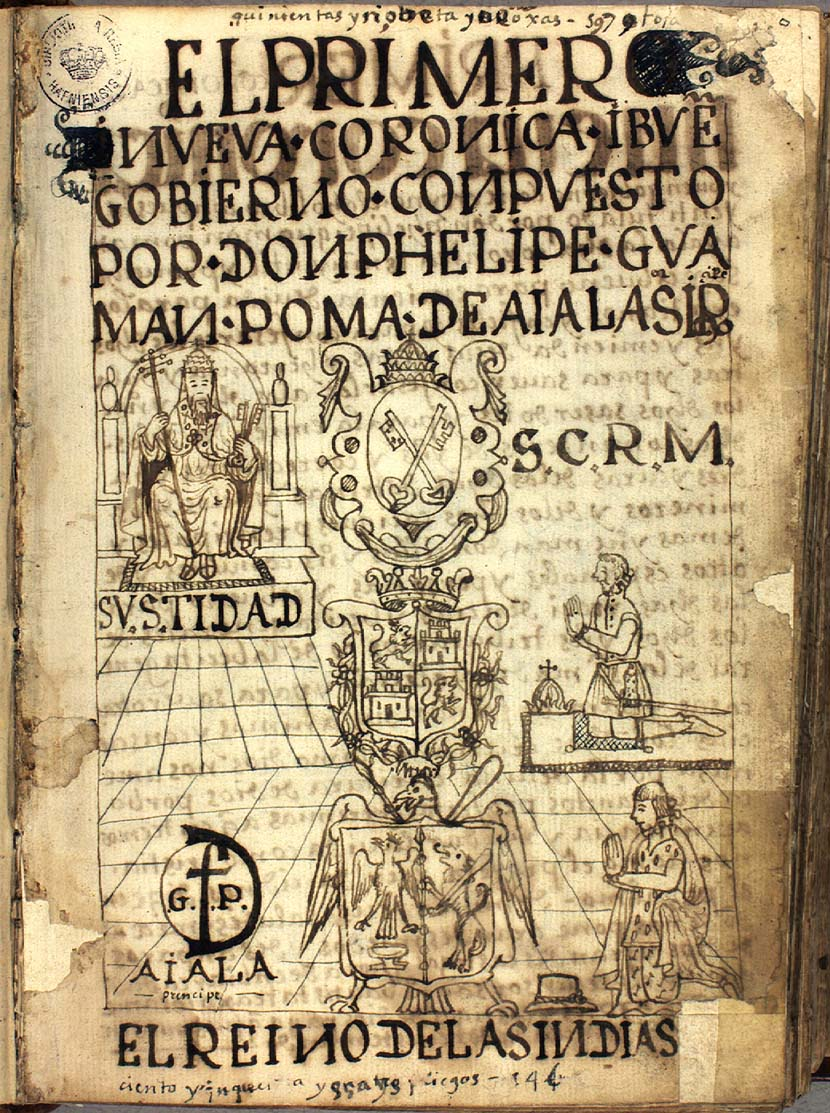
Portada del manuscrit Primera nova crònica i bon govern

La gran obra de Huamán Poma és Primera nova crònica i bon govern, un llibre de 1.193 pàgines; és la més llarga crítica contra el domini colonial espanyol produïda per un súbdit autòcton durant el període colonial. Escrita entre el 1600 i el 1615 i dedicada al rei Felip III, la Crònica descriu les injustícies del règim colonial espanyol i sosté que els espanyols són colons estrangers al Perú. «És el nostre país», va dir, «perquè Déu ens l'ha donat a nosaltres». El rei mai va rebre el document.
La Crònica és notable en molts aspectes. En primer lloc, desplega una fusió brillant de l'escriptura i dibuixos de línies fines (392 pàgines del llibre són dibuixos d'una pàgina). En segon lloc, el manuscrit expressa l'opinió d'un noble autòcton sobre la conquesta estrangera, mentre que la majoria d'altres punts de vista autòctons de l'època colonial procedeixen de la noblesa del Cusco, l'antiga capital dels inques. En tercer lloc, l'autor empra sovint paraules i frases quítxues dins d'aquest treball majoritàriament espanyol, i això proporcionà als experts material per a aprendre més sobre el quítxua. Guamán Poma proposa una nova direcció per al govern del Perú: Un «bon govern» que es basaria en les estructures socials i econòmiques inques, en la tecnologia europea, i en la teologia cristiana, adaptada a les necessitats dels pobles andins.
Escriu que els governs autòctons tractaven els súbdits molt millor que els espanyols i demana al rei Felip instaurar autòctons en llocs d'autoritat. És important assenyalar que, malgrat que rebutja la dominació espanyola, no rebutja el rei espanyol. Durant aquest temps, els monarques eren vists com a descendents de Déu i, com que era molt catòlic, Guamán Poma té el monarca espanyol en la més alta consideració. En el seu escrit, no sols proposa canvis en la societat, sinó que denuncia les injustícies contra els autòctons no percebudes pel rei que, com a representant de Déu, d'haver-les conegudes no les hauria permés.
El manuscrit de la Crònica es troba a la Biblioteca Reial Danesa, almenys des de la primeria dels 1660, tot i que només es va fer públic el 1907, quan el va descobrir l'erudit alemany Richard Pietschmann. Una edició retocada se'n feu a París el 1936, per Paul Rivet. El 1980, una transcripció crítica del llibre, basat en l'autòpsia del manuscrit més que en el facsímil del 1936, la publicà John Murra i Rolena Adorno, (amb la col·laboració de J. Urioste) amb el títol Felipe Guamán Poma d'Ayala, Nova Crònica i Bon govern (Mèxic D.F.: Ed. Siglo XXI). Un facsímil digital d'alta qualitat del manuscrit original s'ha publicat en línia el 2011 per la Biblioteca Reial Danesa, amb Rolena Adorno com a editor acadèmic.

## Crònica incompleta
Dels darrers documents publicats sobre Guamán Poma, cal remarcar el «Segon informe del manuscrit de don Felipe Guamán Poma d'Ayala» de Richard Pietschmann (Berlín, 1913). En la introducció, es fa referència a un quadre descriptiu fet per Pietschmann que no ha estat identificat en cap dibuix dels coneguts fins ara. Es tracta de: «L'alcalde i la seua dona duen molt de tribut al corregidor, tant com són capaços segons els seus modestos mitjans, implorant en un discurs de submissió per a acontentar-lo, perquè per a evitar les seues amenaces no hi ha res millor que pagar».
| «                 | «Segons uns indicis, l'original que manegà i fotografià Pietschmann estava complet en la paginació: possiblement n'hi hauria dos plecs (vuit pàgines) no cosits en el cos documental, sinó solts, que feien coherent la compaginació de tot el manuscrit» | » |
| — Alberdi Vallejo | |   |

## Premi literari a Bolívia
- Entre els Premis Nacionals de Literatura de Bolívia, es confereix el Premi Guamán Poma d'Ayala a obres de narrativa en llengües autòctones americanes.[13]